# Garey Ingram
Garey Lamar Ingram (* 25. Juli 1970 in Columbus, Georgia) ist  ein ehemaliger professioneller US-amerikanischer Baseballspieler in der Major League Baseball. Ingram wurde auf den Positionen des Second Basemans, Third Basemans und des Pinch Hitters eingesetzt (Trikot-Nummern 33 & 56). Er spielte von 1994 bis zum 28. September 1997 bei den Los Angeles Dodgers.
Ingram wurde 1989 in der 44. Runde des MLB Drafts von den Dodgers als Amateur verpflichtet.

## Gehalt
Ingrams Gehalt von 1997 belief sich auf schätzungsweise 176.000 US-Dollar.

## Sonstiges
Ingram ist heute bei den Atlanta Braves als Hitting Coach tätig.